# NGC 2440
NGC 2440 is een planetaire nevel in het sterrenbeeld Achtersteven. NGC 2440 werd op 4 maart 1790 ontdekt door de Duits-Britse astronoom William Herschel.
De nevel werd op 6 februari 2007 gefotografeerd door ruimtetelescoop Hubble.
De kleuren en elementen die in de foto verwerkt zijn: blauw (helium), blauwgroen (zuurstof), rood (stikstof en waterstof). In het midden van de nevel bevindt zich een witte dwerg, HD 62166, die een temperatuur van 200.000 °C heeft.